# Ranunculus permiensis
Ranunculus permiensis är en ranunkelväxtart som beskrevs av E.G. Chugaynova. Ranunculus permiensis ingår i släktet ranunkler, och familjen ranunkelväxter. Inga underarter finns listade i Catalogue of Life.